# Яков Драгаш
Яков Драгаш е син на Константин Драгаш и Евдокия Велика Комнина.
Владетел е на Велбъждското деспотство. Той наследява баща си след смъртта му в битката при Ровине, като скоро след това приема исляма и името Якуб. Васалният му статут е признат, като той не взима участие в османските междуособици в началото на ХV век.
Няма много сведения за семейството му и за живота му след 1395 г., но се знае, че още преди да приеме исляма има син Стефан, който е последния владетел на Велбъждското деспотство до 1452 г., когато султан Мехмед II ликвидира всички полусамостоятелни владения и централизира империята.